# Discografia dei Deep Purple
Discografia e videografia del gruppo hard rock Deep Purple.

## Album in studio
| Data             | Titolo                  | Piazzamenti  | Riconoscimenti RIAA, BPI e FIMI | Formazione |
| ---------------- | ----------------------- | ------------ | ------------------------------- | ---------- |
| luglio 1968      | Shades of Deep Purple   | 24°          |                                 | Mark I     |
| dicembre 1968    | The Book of Taliesyn    | 54°          |                                 | Mark I     |
| giugno 1969      | Deep Purple             | 162°         |                                 | Mark I     |
| giugno 1970      | Deep Purple in Rock     | 4° 7° 143°   | Oro                             | Mark II    |
| luglio 1971      | Fireball                | 1° 3° 32°    | Oro                             | Mark II    |
| marzo 1972       | Machine Head            | 1° 4° 7°     | 2x Platino Oro                  | Mark II    |
| gennaio 1973     | Who Do We Think We Are  | 4° 2° 15°    | Oro                             | Mark II    |
| febbraio 1974    | Burn                    | 3° 9°        | Oro                             | Mark III   |
| dicembre 1974    | Stormbringer            | 6° 5° 20°    | Oro Argento                     | Mark III   |
| ottobre 1975     | Come Taste the Band     | 19° 7° 43°   | Argento                         | Mark IV    |
| novembre 1984    | Perfect Strangers       | 5° 9° 17°    | Platino Oro                     | Mark II    |
| gennaio 1987     | The House of Blue Light | 10° 15° 34°  | Argento                         | Mark II    |
| ottobre 1990     | Slaves & Masters        | 45° 87°      |                                 | Mark V     |
| luglio 1993      | The Battle Rages On...  | 21° 192°     |                                 | Mark II    |
| febbraio 1996    | Purpendicular           | 58°          |                                 | Mark VII   |
| maggio 1998      | Abandon                 | 76°          |                                 | Mark VII   |
| agosto 2003      | Bananas                 | 85° 13°      |                                 | Mark VIII  |
| ottobre 2005     | Rapture of the Deep     | 81° 26° 43°  |                                 | Mark VIII  |
| aprile 2013      | Now What?!              | 19° 12° 110° |                                 | Mark VIII  |
| 7 aprile 2017    | Infinite                | 6° 3° 105°   |                                 | Mark VIII  |
| 7 agosto 2020    | Whoosh!                 | 4° 6° 161°   |                                 | Mark VIII  |
| 26 novembre 2021 | Turning to Crime        | 28° 24°      |                                 | Mark VIII  |
| 20 luglio 2024   | =1                      | 12° 16°      |                                 | Mark IX    |

## Album dal vivo
| Data | Registrato | Titolo                                                                                  | Piazzamenti | Riconoscimenti | Formazione      |
| ---- | ---------- | --------------------------------------------------------------------------------------- | ----------- | -------------- | --------------- |
| 1969 | 1969       | Concerto for Group and Orchestra                                                        | 26°         |                | Mark II         |
| 1972 | 1972       | Made in Japan                                                                           | 16° 7° 6°   | Oro Platino    | Mark II         |
| 1976 | 1975       | Made in Europe                                                                          | 12° 148°    |                | Mark III        |
| 1977 | 1975       | Last Concert in Japan                                                                   |             |                | Mark IV         |
| 1980 | 1970/1972  | Deep Purple in Concert                                                                  | 30°         |                | Mark II         |
| 1982 | 1974       | Live in London                                                                          | 23°         |                | Mark III        |
| 1988 | 1970       | Scandinavian Nights                                                                     |             |                | Mark II         |
| 1988 | 1987       | Nobody's Perfect                                                                        | 38° 105°    |                | Mark II         |
| 1991 | 1985       | In The Absence of Pink                                                                  |             |                | Mark II         |
| 1993 | 1972       | Live in Japan                                                                           |             |                | Mark II         |
| 1994 | 1993       | Come Hell or High Water                                                                 |             |                | Mark II         |
| 1995 | 1976       | On the Wings of a Russian Foxbat                                                        |             |                | Mark IV         |
| 1996 | 1974       | California Jamming                                                                      |             |                | Mark III        |
| 1996 | 1975       | MK III The Final Concerts                                                               |             |                | Mark III        |
| 1997 | 1996       | Live at the Olympia 96                                                                  |             |                | Mark VII        |
| 1998 | 1970       | Gemini Suite Live                                                                       |             |                | Mark II         |
| 1999 | 1999       | Total Abandon: Australia '99                                                            |             |                | Mark VII        |
| 2000 | 1976       | Deep Purple: Extended Versions                                                          |             |                | Mark IV         |
| 2000 | 1999       | Live at the Royal Albert Hall/In Concert with the London Symphony Orchestra & Paul Mann |             |                | Mark VII        |
| 2001 | 2000       | Live at the Rotterdam Ahoy                                                              |             |                | Mark VII        |
| 2001 | 1975       | This Time Around: Live in Tokyo                                                         |             |                | Mark IV         |
| 2001 | 2001       | The Soundboard Series                                                                   |             |                | Mark VII        |
| 2002 | 1968       | Inglewood - Live in California                                                          |             |                | Mark I          |
| 2004 | 1975       | Live In Paris 1975                                                                      |             |                | Mark III        |
| 2004 | 1970       | Space Vols 1 & 2                                                                        |             |                | Mark II         |
| 2004 | 1974       | Perks and Tit                                                                           |             |                | Mark III        |
| 2005 | 1970       | Live in Stockholm                                                                       |             |                | Mark II         |
| 2006 | 1993       | Live in Europe 1993                                                                     |             |                | Mark II         |
| 2006 | 1996       | Live at Montreux 1996                                                                   |             |                | Mark VII        |
| 2006 | 1969       | Live in Montreux 69                                                                     |             |                | Mark II         |
| 2007 | 2006       | Live at Montreux 2006                                                                   |             |                | Mark VIII       |
| 2007 | 1993       | Live in Stuttgart 1993                                                                  |             |                | Mark II         |
| 2011 | 2011       | Live at Montreux 2011 con la Neue Philharmonie Frankfurt                                |             |                | Mark VIII       |
| 2011 | 1968–1970  | BBC Sessions 1968-1970                                                                  |             |                | Mark I, Mark II |
| 2019 | 2001       | Live in Newcastle 2001                                                                  |             |                | Mark VII        |
| 2019 | 2013       | Live in Rome 2013                                                                       |             |                | Mark VIII       |
| 2021 | 2002       | Live in London 2002                                                                     |             |                | Mark VII        |
| 2021 | 2001       | Live in Wollongong 2001                                                                 |             |                | Mark VII        |

## Album di cover
- 2021 - Turning to Crime

## Partecipazioni
- 2014 - Celebrating JON LORD the rock legend (doppio CD, il secondo ospita il live set della band per l'occasione)

## EP
- 1972 - April
- 1977 - New Live And Rare Vol.1
- 1978 - New Live And Rare Vol.2
- 1980 - New Live And Rare Vol.3
- 1980 - Burn (live)
- 1995 - Black Night
- 2017 - Time for Bedlam EP
- 2017 - All I Got Is You EP
- 2017 - Johnny's Band EP

## Raccolte
- 1972 - Purple Passages (solo negli Stati Uniti)
- 1973 - Mark I & II (o Mk I & II; solo nel Regno Unito)
- 1975 - 24 Carat Purple
- 1977 - The Mark 2 Purple Singles
- 1977 - Powerhouse
- 1978 - The Deep Purple Singles A's & B's
- 1978 - When We Rock, We Rock, and When We Roll, We Roll
- 1980 - Deepest Purple: The Very Best of Deep Purple, Harvest Records - prima posizione nel Regno Unito, un disco di platino e tre dischi d'oro
- 1985 - The Anthology (ripubblicato nel 1991)
- 1985 - Fireworks
- 1989 - Rock Giants
- 1990 - Black Night - Best
- 1991 - The Anthology (riedizione 1985)
- 1992 - Knocking at Your Back Door: The Best of Deep Purple in the 80's
- 1992 - Machine Head Box
- 1993 - Progression
- 1993 - Singles A's and B's
- 1994 - Smoke on the Water: The Best Of
- 1994 - Soldier of Fortune: The Greatest Hits
- 1995 - Child in time 1984-88
- 1997 - The collection
- 1998 - Purplexed
- 1998 - 30: Very Best of Deep Purple
- 1999 - Under the gun
- 2000 - The Very Best of Deep Purple
- 2000 - 1420 Beachwood Drive: The California Rehearsals Pt 2
- 2000 - Days May Come and Days May Go
- 2000 - Extended Versions
- 2000 - Anthems
- 2001 - In Profile
- 2001 - Very Best Deep Purple Album Ever
- 2002 - 20th Century Masters: The Best of Deep Purple
- 2003 - Purple Hits - The Best of Deep Purple
- 2003 - The Essential
- 2003 - Deep Purple and Friends
- 2003 - Classic Deep Purple - The Universal Masters Collection
- 2004 - The Early Years
- 2004 - The Family & Friends Albums
- 2005 - Forever - The Very Best Of Deep Purple 1968-2003
- 2005 - The Platinum Collection
- 2010 - Singles & E.P. Anthology '68 - '80
- 2011 - Deep Purple Essential
- 2017 - A Fire in the Sky

## VHS
- 1972 - Scandinavian Nights
- 1976 - Rises Over Japan
- 1981 - California Jam, April 6th 1974
- 1987 - The Videosingles
- 1990 - Doing Their Thing
- 1992 - Heavy Metal Pioneers
- 1994 - Come Hell or High Water
- 2000 - Around the World 1995-1999

## Album video
- 1999 - Total Abandon
- 2000 - In Concert with the London Symphony Orchestra, Image/Eagle Vision
- 2000 - Bombay Calling
- 2001 - Machine Head
- 2001 - New, Live & Rare - The Video Collection 1984-2000
- 2002 - Perihelion	DVD, 2002
- 2003 - Masters from the Vaults
- 2004 - Rock Review 1969-1972
- 2004 - Live Encounters
- 2005 - Deep Purple: Live In Concert 1972-73
- 2005 - Live in California 74
- 2006 - Deep Purple: Live At Montreux 1996
- 2007 - Live at Montreux 2006
- 2008 - Deep Purple: Around The World Live (4 Discs)
- 2009 - Deep Purple: History, Hits & Highlights 1968-76
- 2011 - Live at Montreux 2011
- 2013 - Perfect Strangers Live

## Boxed set
- 1999 - SHADES 1968-1998
- 2000 - The Bootleg Series 1984-2000
- 2002 - Singles Boxed Set
- 2002 - Listen Learn Read on
- 2006 - Live in Europe 1993

## Split
- 2003 - Winning Combinations (coi Rainbow)

## Singoli
- 1968 - Hush!/One More Rainy Day
- 1968 - Kentucky Woman/Hard Road
- 1968 - River Deep - Mountain High/Listen, Learn, Read On
- 1969 - Emmaretta
- 1969 - Hallelujah/April
- 1970 - Black Night
- 1970 - Child in Time
- 1971 - Strange Kind of Woman/I'm Alone
- 1971 - Fireball
- 1972 - Never Before/When a Blind Man Cries
- 1972 - Lazy/When a Blind Man Cries
- 1972 - Highway Star
- 1972 - Smoke on the Water
- 1973 - Woman from Tokyo/Super Trouper
- 1974 - Might Just Take Your Life/Coronarias Redig
- 1974 - Burn
- 1974 - You Can't Do It Right (with the One You Love)/High Ball Shooter
- 1974 - Stormbringer/Love Don't Mean a Thing
- 1975 - Gettin' Tighter/Love Child
- 1975 - You Keep on Moving/Love Child
- 1984 - Knocking at Your Back Door
- 1984 - Perfect Strangers/Son of Alerik
- 1987- Nobody's Home
- 1987 - Call of the Wild/Dead or Alive
- 1987 - Bad Attitude/Black & White
- 1988 - Hush (re-recording)
- 1990 - King of Dreams/Fire in the Basement
- 1991 - Love Conquers All/Truth Hurts
- 1991 - Fire in the Basement
- 1991 - Love Conquers All
- 1993 - The Battle Rages On
- 1993 - Anya
- 1993 - Time to Kill
- 1994 - Anyone's Daughter (live)
- 1995 - Black Night (re-mix)
- 1996 - Sometimes I Feel Like Screaming
- 1996 - The Aviator
- 2003 - Haunted
- 2005 - Rapture of the Deep
- 2011 - Hush (live)
- 2013 - All the Time in the World (radio mix edit)
- 2013 - Vincent Price
- 2013 - Above and Beyond
- 2015 - Out of Hand
- 2017 - Time for Bedlam
- 2017 - All I Got Is You
- 2017 - Johnny's band
- 2017 - The Surprising
- 2020 - Throw My Bones
- 2020 - Man Alive
- 2020 - Nothing At All
- 2021 - 7 and 7 Is
- 2021 - Oh Well
- 2021 - Rockin' Pneumonia and the Boogie Woogie Flu
- 2024 - Portable Door
- 2024 - Pictures of You
- 2024 - Lazy Sod